# Universitat Europea de Madrid
La Universitat Europea de Madrid és una universitat privada amb seu a Villaviciosa de Odón (Madrid). Compta amb un altre campus al municipi madrileny d'Alcobendas i també a València i a La Orotava (Tenerife).

## Història
Als seus inicis, el 1989, va funcionar com a centre adscrit de la Universitat Complutense de Madrid, fins al juliol del 1995, quan el Congrés va aprovar la llei 24/1995, la qual la reconegué com a universitat privada. Es va afegir a la xarxa Laureate International Universities quatre anys més tard. Pel que fa al centre adscrit a València el 2008, la Generalitat Valenciana el va incorporar amb caràcter oficial a l'oferta d'estudis superiors al País Valencià i més tard, en novembre del 2012, va rebre l'autorització definitiva de les Corts per incorporar-se al Sistema Universitari Valencià. Fins aquest any, tots els campus havien estat sota el nom d’ "Universitat Europea de Madrid", però, arran de la seva expansió estatal, es va crear la marca "Universitat Europea" per a totes les universitats espanyoles.

## Escoles i Facultats
- Facultat de Ciències Biomèdiques i de la Salut
- Facultat de Ciències de l'Activitat Física i l'Esport
- Facultat de Ciències Socials i de la Comunicació
- Escola d'Arquitectura, Enginyeria i Disseny
- Escola de Postgrau de la Universitat Europea
- Escola Universitària Reial Madrid – Universitat Europea